# Grit (cereal)
Grit (que se remonta al idioma anglosajón grytt o grytta o gryttes) es una palabra casi extinta para salvado, molino de polvo también para la avena que se descascara. La palabra continúa existiendo en los platos modernos como la sémola de maíz, un alimento nativo de América basado en el maíz común en el sur de los Estados Unidos, que consiste en maíz molido grueso (en inglés: hominy ); y los granos rojos alemanes, Rote Grütze, un pudín tradicional hecho de bayas de verano y almidón y azúcar. 